# Andreas Kalcker
 (mars 2024).
Andreas Ludwig Kalcker (* 1961 à Wuppertal) est une personnalité de la médecine non-conventionnelle et conférencier allemand basé en Suisse. Il est Auteur dans le domaine de la médecine, il promeut et vend le controversé Supplément alimentaire minéral miraculeux (CDS, Dioxide de chlore). Leur ingestion peut entraîner des douleurs abdominales, des nausées, des vomissements, des diarrhées, des intoxications ou une insuffisance rénale. Kalcker a présenté le produit comme le remède définitif au cancer, au sida, à l'autisme, à l'hépatite, au diabète, à l'arthrite et à toutes sortes de maladies, ainsi que comme l'antioxydant parfait.

## Biographie
Avant de venir en Suisse, il vit en Espagne pendant plusieurs années.
Il est également l'un des fondateurs d'un réseau international d'opposition à la vaccination, qui diffuse de la propagande contre les vaccins sur les médias sociaux, notamment en Amérique latine.
Le 24 octobre 2012, il est arrêté à Ibiza par des agents de la Guardia Civil chargés de la lutte contre la criminalité liée à la drogue et le crime organisé, pour avoir enfreint la législation espagnole en matière de protection de la santé publique.
En 2018, l'association médicale officielle d'Alicante (COMA) appele au boycott d'un événement Kalcker faisant la promotion de la Miracle Mineral Solution (MMS). Elle met en garde contre les dangers de la consommation de cette substance et dénoncé le fait que le MMS « n'est rien d'autre qu'une eau de javel industrielle diluée à 28 % et mélangée à de l'acide citrique », dont l'ingestion peut avoir des effets néfastes, puisqu'il s'agit d'une substance interdite à la consommation humaine en Espagne, et que ses prétendues vertus thérapeutiques ne sont rien d'autre qu'un message frauduleux. L'événement est annulé par l'hôtel situé sur la plage de San Juan. Après que Kalcker a dénoncé la présidente de la COMA, María Isabel Moya, pour avoir mis en garde contre l'événement, le tribunal provincial d'Alicante a confirmé en 2021 que ses propos n'étaient pas punissables, car « la présidente a agi dans l'exercice de ses pouvoirs et dans l'accomplissement de son devoir de protection de la santé publique ».
En 2019, le parquet général espagnol ouvre une enquête dans laquelle Kalcker est inculpé de crime contre la santé publique,, à la suite d'une plainte déposée en octobre 2018 par le ministère de la Santé, qui mettait en garde contre la « publication et la vente » de chlorite de sodium sur Internet..
En 2021, un avocat argentin dépose une plainte contre Andreas Kalcker après la mort d'un garçon de cinq ans dans la province de Neuquén qui avait ingéré du dioxyde de chlore, un composé présenté par Kalcker comme un remède  contre la COVID-19,. La plainte est déposée auprès du ministère public argentin pour crime contre la santé publique, arguant que l'accusé vendait la substance en question de manière « totalement frauduleuse et illégale, mettant ainsi en danger la vie d'innombrables compatriotes argentins ».
Dans le contexte de la pandémie de COVID-19 Andreas Kalcker a fait de nombreuses déclarations controversées jugées non fondées, notamment :
- Affirmer à tort que le CDS (dioxyde de chlore) est le « remède ultime » contre le COVID-19[11].
- Kalcker a proposé qu'il soit possible « d'inverser » les vaccins contre la COVID-19 en utilisant du dioxyde de chlore, ce qui est faux[12].
- Affirmer faussement que les vaccins contre la COVID-19 contiennent du graphène[12].
- Dans les vidéos diffusées par Telegram et WhatsApp, vous pouvez voir Kalcker assurer que le signal des antennes téléphoniques de cinquième génération ou 5G provoque l'effondrement du système immunitaire des personnes malades[13].